# Bloedige Zondag (1905)

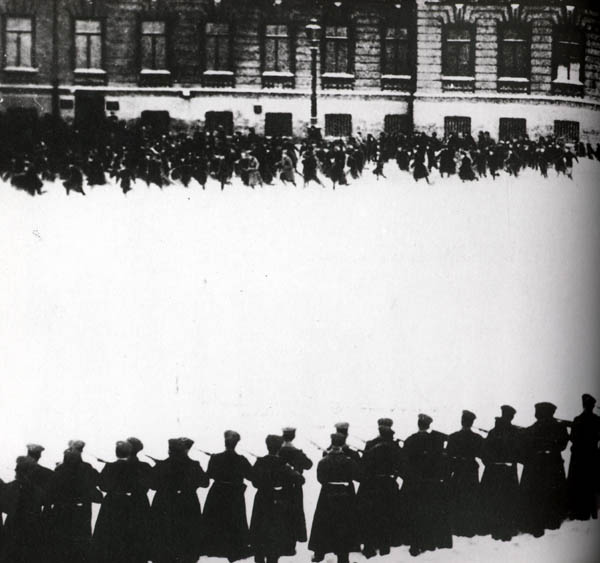
Bloedige Zondag, demonstranten vluchten weg voor tsaristische troepen. Afbeelding uit een Sovjetpropagandafilm uit 1925.

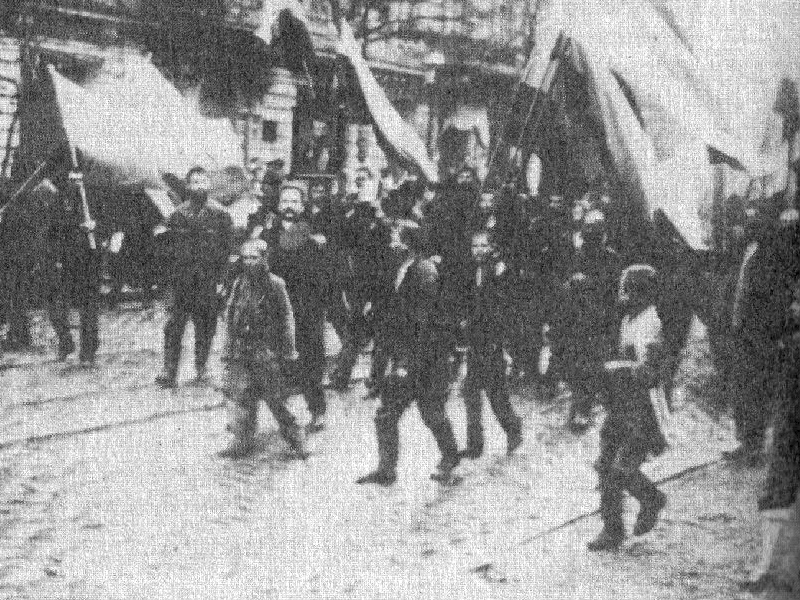
Demonstranten onderweg naar het Winterpaleis

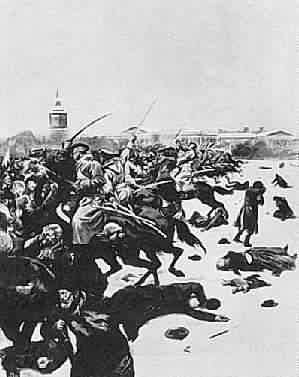
Verbeelding van Bloedige Zondag

Bloedige Zondag (Russisch: Кровавое воскресенье, Krovavoe woskresenije) was een bloedbad op 9 januari 1905 (22 januari volgens de huidige, Gregoriaanse kalender) in St. Petersburg, Rusland, op ongewapende demonstranten die een petitie wilden aanbieden aan tsaar Nicolaas II. Het bloedbad was het begin van de Revolutie van 1905.
Het land was in oorlog met Japan en leed zware nederlagen in de Russisch-Japanse Oorlog. De weken ervoor werd er veel gestaakt. Ook deze zondag zouden velen bij elkaar komen. Het volk ging onder leiding van priester Georgi Gapon (1870-1906), een agent van het departement van Politie, de straat op. Hij was zeer charismatisch, en had een bijna naïef vertrouwen in de goedheid van de tsaar. De menigte van arbeiders, intelligentsia, vrouwen en kinderen marcheerde met kerkvaandels, afbeeldingen van de tsaar en iconen naar het Winterpaleis van de tsaar, destijds de officiële residentie, om veranderingen en verbetering van het lot van de boeren en arbeiders te bepleiten. Velen dachten dat de tsaar niet op de hoogte was van hun ontberingen.
Ruim honderdduizend mensen deden aan de demonstratie mee en de massa werd geconfronteerd met wegversperringen op alle belangrijke toegangswegen: bij Mytninskaja, aan de Nevakade, op het Vasilevski-eiland. Toen de grootste stoet ter hoogte kwam van de imposante façade van de Narvapoort, gebouwd ter nagedachtenis aan Napoleons nederlaag, viel een eskader grenadiers te paard van het Garderegiment de menigte met getrokken sabel aan.
Wat men niet wist, is dat de tsaar helemaal niet in Sint-Petersburg was. Hij was aan de vooravond van de mars, bang voor rellen, weggegaan uit de stad, had er zijn lijfwacht achtergelaten en was naar Tsarskoje Selo vertrokken. Drie dagen eerder, op Driekoningen bij de jaarlijkse zegening van het water, had het kanon van de Peter- en Paulsvesting met echte munitie geschoten in plaats van losse flodders af te vuren. Daarbij was een politieman met de naam Romanov gewond geraakt. Dit incident had de tsaar angstig gemaakt. Wel stond derhalve een grote troep tsaristische lijfwachten klaar. De betogers riepen om de tsaar, en toen er geen reactie kwam begonnen ze nog meer te joelen en te roepen. De soldaten zagen dit als een potentieel gevaar en cavaleristen begonnen zich met hun zwaarden een weg door de massa te hakken en onaangekondigd begonnen de infanteristen te schieten. Officiële bronnen vermelden dat 130 demonstranten het leven verloren en 299 mensen gewond raakten; Lenin heeft het later over duizenden doden. Buitenlandse journalisten maken melding van niet minder dan 4600 slachtoffers. Die avond sprak Gapon tot de arbeiders: “De tsaar is door het volk vervloekt en niet alleen hij, maar al het addergebroed waartoe hij behoort, met inbegrip van de ministers en de plunderaars van dit ongelukkige Russische land. Dood aan hen!” De minister van Binnenlandse Zaken, vorst Pjotr Dmitrijevitsj Svjatopolk-Mirski, die begin 1904 Pleve was opgevolgd, trad als gevolg van het bloedbad af en de reactionair Dmitri Fjodorovitsj Trepov werd tot gouverneur-generaal van Sint-Petersburg benoemd. Trepov was een week vóór Bloedige Zondag, als rechtse hoofdcommissaris van politie van Moskou, afgetreden uit protest tegen Svjatopolk-Mirski’s liberale beleid, waarbij een grondwet zou worden ontworpen.
Nicolaas II beschreef de dag als "pijnlijk en triest". De totaal gedesillusioneerde Gapon vluchtte met grote haast via Finland naar Zürich, waar hij Lenin ontmoette.